# Colour It In
Colour It In è l'album di debutto della band britannica The Maccabees. È stato pubblicato nel Regno Unito il 14 maggio del 2007 e il 16 aprile dello stesso anno è stato reso disponibile nell'iTunes Store della Gran Bretagna. L'album è stato nominato come il ventiquattresimo migliore album del 2007 dalla NME.

## Tracce
1. Good Old Bill – 2:11
2. X-Ray – 3:15
3. All in Your Rows – 2:35
4. Latchmere – 3:01
5. About Your Dress – 2:14
6. Precious Time – 4:17
7. O.A.V.I.P. – 2:20
8. Tissue Shoulders – 2:29
9. Happy Faces – 2:50
10. First Love – 3:03
11. Mary – 3:30
12. Lego – 3:10
13. Toothpaste Kisses – 2:39